# Лобос (округ)
Округ Ло́бос (ісп. Lobos) — адміністративно-територіальна одиниця 2-ого рівня у провінції Буенос-Айрес в центральній Аргентині. Адміністративний центр округу — Лобос (ісп. Lobos).
Населення округу становить 36172 особи (2010). Площа — 1725 кв. км.

## Історія
Округ заснований у 1805 році.

## Населення
У 2010 році населення становило 36172 особи. З них чоловіків — 17497, жінок — 18675.

## Політика
Округ належить до 3-ого виборчого сектору провінції Буенос-Айрес.